# Punta Robalo
Punta Robalo ist ein Corregimiento des Bezirks Chiriquí Grande in der Provinz Bocas del Toro in Panama. Bei der Volkszählung im Jahr 2023 hatte es 1597 Einwohner. Das Corregimiento erstreckt sich über eine Fläche von 50,6 km².

## Bevölkerung
Die folgende Tabelle zeigt die Bevölkerung des Corregimientos Punta Robalo, wie es in den Volkszählungen 2000, 2010 und 2023 erfasst wurde.
| Jahr         | 2000 | 2010 | 2023 |
| ------------ | ---- | ---- | ---- |
| Einwohner    | 1673 | 1164 | 1597 |
| davon Männer | 870  | 610  | 818  |
| davon Frauen | 803  | 554  | 779  |

## Orte
Im Corregimiento Punta Robalo befinden sich folgende Orte:
- Alto Zapatero
- Cilico Creek
- Las Cañas
- Los Guayabales
- Los Molejones
- Norteño
- Palma Real
- Punta Robalo
- Spanish Town
- Valle Seco